# Carbona
Carbona é uma banda de pop punk/bubblegum pop formada por Henrique Badke (Vocal e Guitarra), Melvin (Baixo) e Pedro Roberto (Bateria), mais tarde em 2008 integrando Bjorn Hovland como guitarrista.
Ela é considerada uma das bandas mais importantes da cena bubblegum rock e underground brasileira. Em 2006, a banda fez mais de 400 shows pelo Brasil e juntando seus primeiros sete álbuns, a banda vendeu cerca de 18.000 cópias.

## História

### Formação, Go Carbona Go!!! e turnê na América do Norte (1997-1999)
A banda foi formada em 1997 por Henrique Badke, Melvin Ribeiro e Pedro Roberto, tendo como inspirações as bandas de punk rock Ramones, Screeching Weasel e The Queers. Henrique relatou que o nome da banda se originou da música “Carbona Not Glue” dos Ramones. No mesmo ano, eles gravaram uma fita demo chamada Norma Jean e após enviarem essa demo para várias gravadoras do mundo inteiro, eles conseguiram um contrato com um selo independente canadense chamado AMP Records. Inicialmente compondo e gravando em inglês, ainda naquele ano eles lançaram seu álbum de estreia chamado "Go Carbona Go!!!" e logo em seguida partiram para uma turnê de 15 shows nos Estados Unidos e Canadá para promover o álbum, se apresentando ao lado de bandas como Marky Ramone & Intruders, Chixdiggit e Groovie Ghoulies.

### Construindo uma base de fãs, Back to Basics (1999-2002)
Após terminarem a turnê, eles retornaram ao Brasil em 1999. A banda já havia tocado em algumas cidades como Curitiba e em uma viagem para assistir o show de Marky Ramone na Broadway, eles encontraram o vocalista da banda Zumbis do Espaço, André Tauil. O baterista Pedro tinha comprado um CD do Zumbis do Espaço num show em Belo Horizonte e os Zumbis já tinha se apresentaram com o Carbona. Eles deram uma cópia de "Go Carbona Go!!!" para André, que após ouvir acabou se interessando e estava querendo lançar o álbum no Brasil, embora ele já estivesse pronto para ser lançado pela Traidores Records. André Tauil achou que já estivesse na hora do grupo lançar seu segundo disco e eles assinaram com a sua gravadora, Thirteen Records. Eles então começaram a compor e gravar o álbum, que foi produzido pelo produtor americano Stanley Zvaig, que havia trabalhado no álbum de estreia do grupo e acabaram lançando mais tarde naquele ano "Back to Basics". André conseguiu convencer a banda que a capa do disco deveria ser retirada de uma estampa de camiseta que os membros do Carbona usava, que homenageava o logotipo dos Ramones. “Back to Basics” acabou sendo o disco mais vendido da banda e da gravadora naquela época, disputando com outros lançamentos da Thirteen. As músicas do álbum rapidamente fizeram um sucesso na cena underground, com algumas músicas acabando virando favoritas do público da banda como “Macarroni Girl”, “Lolly Pop e "Lemon Drops”. O lançamento do disco ocorreu em um show na famosa casa noturna Hangar 110, em São Paulo, onde eles se apresentaram com as maiores bandas do cenário independente da época (Zumbis do Espaço, Blind Pigs e Holly Tree) e acabou atingindo lotação máxima no local. Eles também participaram da terceira edição do Festival Bananada, que ocorreu na cidade de Goiânia no dia 25 de Maio de 2001.. Após o sucesso do álbum, tendo conquistado uma base de fãs, eles lançaram outros cinco álbuns até 2002, sendo eles “Sraight Out of The Bailey Show", “Three Years Fuckin Up Live" e "A Mighty Panorama of Earth Shaking Rock And Roll".

### Taito Não Engole Fichas, sucesso independente e auge (2003-2004)
Depois de cinco álbuns em inglês, a banda decidiu lançar o seu primeiro em português, abrangendo músicas compostas até mesmo antes do início do Carbona. A banda então começou a produzir o próximo álbum e eles acabaram redescobrindo um prazer em tocar com uma força muito parecida com a que eles tinham no começo da banda. O local de gravação escolhido foi o Estúdio Casa Três e eles acabaram gravando o disco duas vezes, pois a banda estava com medo do material novo não ser bem aceito pelo público. Eles disponibilizaram arquivos de ensaio e gravações ao vivo do álbum na internet. Taito Não Engole Fichas foi lançado em 2003 juntamente com dois singles virtuais, que acabaram sendo apoiados pelo público. Foi feito um videoclipe da faixa "Fliperama”, que ficou 13 semanas em rotação na MTV Brasil, além do grupo divulgar o álbum através do programa de televisão Gordo a Go-Go e na Rádio Brasil 2000.
Para divulgar o álbum, a banda embarcou na turnê "Chicletour I", com o show de lançamento sendo realizado no dia 15 de fevereiro de 2003 na danceteria Meli Melo, no Rio de Janeiro, ao lado de outras bandas do cenário punk paulista como Street Bulldogs e Zumbis do Espaço. A apresentação contou com um público de quase 600 pessoas prestigiando o evento. Eles se apresentaram pelo Sul e Sudeste do Brasil, além de terem a oportunidade de fazerem seus shows em festivais relevantes da época como o Porão do Rock em Brasília, onde tocaram para mais de 40 mil pessoas, ao lado de Rumbora e Marcelo D2, e outros como Abril Pro Rock e Humaita Pra Peixe. O álbum acabou sendo um grande sucesso independente comercial e crítico, vendendo 5 mil cópias e se tornando o maior álbum na carreira do Carbona até então. O disco ganhou o Prêmio Dynamite de "melhor álbum punk hardcore de 2003" e rapidamente músicas como “Meu Primeiro All-Star”, “1001 Doses (Até Você Voltar)” e “O mundo sem Joey” caíram no gosto do publico.
"Conseguir dar uma cara ao bubblegum em português do nosso jeito foi o maior desafio que enfrentamos até agora e o mais prazeroso também", "O Taito não engole fichas foi de longe a nossa produção mais cuidadosa" afirma o vocalista Henrique Badke.

### Cosmicômica (2005)
A boa receptividade de Taito Não Engole Fichas estimulou a banda a fazer mais projetos em português e após um intervalo de dois anos, eles começaram a trabalhar no seu próximo álbum em 2005. Era uma tarefa árdua suceder o premiado álbum anterior. A banda acabou escrevendo 19 músicas e escolheram novamente o Estúdio Casa Três para gravar. Na demo de Cosmicômica, Henrique começou a sentir a necessidade de buscar um vocal que tivesse seu próprio estilo. Neste álbum, o seu vocal já apresenta uma voz menos rasgada, menos anasalada e eles largaram a sonoridade "colegial" do álbum anterior, adotando um estilo mais "adulto".
Eles lançaram Cosmicômica em 26 de fevereiro de 2005 e para promover o álbum, eles fizeram um videoclipe da música "Eu, você e seu Husky Siberiano", além de embarcarem na turnê Chicletour II. A turnê teve 25 shows, passando pelos estados de Rio Grande do Sul, Santa Catarina, Paraná, São Paulo, Minas Gerais, Rio de Janeiro, Distrito Federal e Mato Grosso do Sul, com apresentações no Festival Coca-Cola Vibezone do Rio de Janeiro e de São Paulo, o que acabou resultando na venda de 400 cópias do álbum.

### Apuros em Cingapura e parceria com a revista OutraCoisa (2006-2007)
Após o fim da Chicletour II e a banda dar um tempo de descanso depois do lançamento de Cosmicômica, eles começaram a trabalhar no seu próximo álbum em 2006. Para produzir o álbum, eles escolheram o produtor musical Tomas Magno, que já trabalhou com as bandas O Rappa, Detonautas e Skank. O produtor deu uma polida no som básico punk do grupo, que continua com boas melodias e refrões, em músicas chicletes como "Vertiplano" e "Amor de Supermercado”. O entrosamento com o produtor acabou sendo perfeito, mas o começo foi difícil. Afinal, os rapazes estavam acostumados a fazer tudo por conta própria, e de repente viram-se diante de alguém que estava ali para contribuir apontando novos caminhos. Antes mesmo de Tomas iniciar as gravações, acompanhou a banda em vários estúdios pela cidade e ouviu toda a discografia. “Ele perguntou se a gente queria um disco bem gravado ou se queríamos que ele entrasse como produtor”, conta Melvin. “Ele identificou que um disco do Carbona é um timbre de guitarra que atravessa o disco, chegamos ao cúmulo de gravar três músicas como se fosse uma só”, reconhece o baixista.
O álbum foi lançado em 24 de outubro de 2006 pelo selo Toca Discos em parceria com a Revista OutraCoisa, sendo vendido pelo valor de R$14,90. A banda optou por lançar desse jeito ao invés de fazer o lançamento pela Thirteen Records pelo fato do projeto acabar tendo mais visibilidade e também por ser mais acessível para qualquer público do Brasil e ter um custo de produção mais econômico.. Para promover o álbum, a banda fez um videoclipe da faixa "Lunático", que passou na MTV Brasil e teve a participação de Isis Valverde. Recebendo críticas favoráveis. um crítico do site DoSol comentou que "Em “Vide Bula”, que abre os trabalhos, vem a primeira surpresa. A marca registrada da banda, o vocal anasalado e agudo, foi embora. A medida que fica mais “hard rock” (fugir de subgêneros ainda vai ser difícil), a Carbona ganha nova personalidade". Um crítico da revista Rock em Geral elogiou o disco, dizendo que "O resultado é um belo disco, cheio de músicas “fáceis” e colantes como sempre, mas com uma produção rara até para uma banda já inserida no mercadão"
Em 2007, a banda embarcou na Vans Zona Punk Tour 2007 para promover o álbum. O primeiro show realizado foi na famosa casa noturna Hangar 110 juntamente com as bandas de rock Coligere e Mukeka di Rato. No ínicio, Henrique achou que seria estranho tocar com duas bandas com sonoridade mais pesada que o Carbora no entanto, o show acabou saindo bem. Eles logo em seguida partiram para Belo Horizonte, onde após descansarem, fizeram uma apresentação no Bar Brazil e em seguida, foram para o Espírito Santo onde fizeram um show na casa noturna ES Action Club em Vila Velha. O último show da turnê ocorreu no pub 92 graus em Curitiba, no Paraná. Totalizaram-se 450 shows em vários estados do Brasil, onde se apresentaram também com as bandas fixas do projeto da turnê como Mukeka di Rato, The Bombers, Colligere, Horace Pinker e Boom Boom Kid.
"Esta foi uma tour diferente pra gente, foi boa, vivemos momentos incríveis mas sem dúvida foi uma das mais difíceis pelos inúmeros problemas de produção que tivemos de enfrentar. Esta tour acontece numa época em que estamos completando 10 anos e de uma certa forma ela simbolizou o que foram estes anos" diz Henrique sobre a Turnê.

### Entrada de Bjorn Hovland e Quasplit (2008-2009)
No inicio de 2008, eles contrataram o guitarrista Bjorn Hovland para integrar a banda. A primeira apresentação do Carbona em 2008 aconteceu no dia 12 de Abril, na casa noturna Café Muzik ao lado da banda Hibrida, na cidade de Juiz de Fora. Em 17 de Maio. eles se apresentaram no centro cutural Lona Cultural Gilberto Gil, tocando ao lado das bandas de rock Let's Go e Cueio Limão, na cidade de Realengo. Eles participaram da festa de 8 anos da banda La Bamba no dia 15 de Junho, no bar R9 em Jacarepaguá, tocando juntamente com Deluxe Trio, CInedisco, Vaca Preta, entre outros. No dia 22 de Junho, eles se apresentaram no Cobal do Humaitá juntamente com Phone Trio e Madame Machado. Juntamente com Pedreros, Magaivers, Let's Go e Razorblades, eles se apresentaram no Hangar 110 no dia 20 de Setembro. No dia 24 de Agosto, eles se apresentaram no Festival Mazzarock. O clipe da música Lunático, que havia sido veiculado pela MTV em 2006, acabou sendo transmitida em 27 de agosto na Multishow. No dia 6 de novembro, eles fizeram o show de abertura do The Offspring no HSBC Arena.
No dia 14 de fevereiro de 2009, o Carbona começou a trabalhar na gravação de uma demo do seu próximo disco, no estúdio BPM. No dia 5 de julho, a banda lança duas músicas inéditas, sendo elas "Valentina" e "Massacre da Serra Elétrica". O lançamento virtual foi feito através do split "Quasplit", ao lado das bandas Magaivers, Flanders 72 e Firstations. Durante a produção desse disco, Henrique percebeu que "Alguma coisa, em algum momento, parece ter desandado e isso refletiu no disco que fizemos neste período", "Parte dessas No final do ano passado chegamos a conclusão que estava tudo errado com aquelas músicas e resolvemos descartar tudo".
Eles também começaram a fazer o álbum novamente, retornando ao som que eles haviam feito inicialmente e que impulsionou a banda durante todo este tempo. Sob a influência dos Ramones, Screeching Weasel e Groovie Ghoulies, o Carbona voltou a fazer música básica, rápida, grudenta, com duração sendo de menos de 2 minutos.

### Dr Fujita Contra a Abominável Mulher Tornado e Espaço Ciferal (2011)
No dia 7 de setembro de 2010. foi lançado o álbum "Dr Fujita Contra a Abominável Mulher Tornado". A ideia do álbum foi a de fazer uma história, com cada faixa sendo um capítulo desta história. Segundo informações do site oficial do grupo, "São 11 faixas inéditas totalizando menos de 25 minutos de melodias em 3 acordes!". Léo Werneck, do blog Rock and Roll Machine fez uma crítica positiva sobre o disco, dizendo que "Como a divertida ideia do título deixa claro, quem também está de volta é o velho e divertido bubblegum punk que tornou o Carbona famoso no meio independente brasileiro. Longe das baladas chapadas de luau e a produção excessiva do último lançamento, o minimalismo é a marca maior desse novo álbum." ressalta Léo.
A banda embarcou na Fujitour para promover o álbum, com o primeiro show da turnê ocorrendo no dia 20 de setembro, no Rock 'n' Drinks, na cidade de Copacabana, Rio de Janeiro. No dia 2 de Outubro, eles se apresentaram no Hangar 110 em São Paulo, tocando ao lado das bandas Gramofocas e Lomba Raivosa.
No dia 5 de fevereiro de 2011, a banda realizou um show no Coliseu Hall. em Uberlândia. No dia 3 de Abril eles começaram a gravar um projeto paralelo da banda, o extended play Espaço Ciferal do vocalista Henrique Badke. No dia 30 de maio, a banda deu uma entrevista com Rohan Thomas da revista digital australiana DI Wireless. Foi 30 minutos de conversa sobre os anos da banda, shows, discos,  musica independente em tempos de musica digital, dentre outros assuntos. Em dezembro de 2011, a banda escolheu duas músicas para gravarem e transformarem em um único single, sendo elas "Para onde vão as nuvens?" e "Você é a minha china". O single foi produzido Stanley Zvaig e gravado no estúdio Zerodoisum.

### Panama (2012-2013)
Em janeiro de 2012, O Carbona e os Barneys, fizeram um show no Hipódromo Up, onde tocaram músicas como "Tivoli Park" e "Macarroni Girl". Em fevereiro, eles fizeram uma série de shows em Santos, Sorocaba e São Paulo. No dia 20 de março, eles se apresentaram no clube Outs. Em Abril de 2012, eles entraram no estúdio Superfuzz, onde gravaram as demos na pré-produção do seu próximo disco. As músicas foram gravadas por Alexandre "Griva", com a mixagem e masterização sendo feita por Mass Giorgini, que já trabalhou com Billie Joe Armstrong, Anti-Flag, Screeching Weasel e The Queers, entre outros. O disco teve parcerias musicais com Douglas Rotentix, Márcio Schenckel, Rodrigo Collin e Alexey Fernandes, que escreveram a faixa "Cemitério". O álbum Panama foi lançado em 2013 pela Thirteen Records em conjunto com a Hearts Bleed Blue. Para promover o álbum, a faixa "O Mundo Era Bem Mais Legal", ganhou um videoclipe, dirigido por Sergio Caldas, e foi mais tarde lançado como single no final de 2012. Após o lançamento do álbum, eles foram no programa Que Rock é Esse?, onde bateram um papo com Beto Lee sobre os anos de rock da banda e também tocaram as músicas "O Mundo era bem mais legal" e "Um" do álbum Panama.

### Relançamento de Back to Basics e reunião (2014-2016)
Em abril de 2015, o álbum Back to Basics foi relançado em uma versão vinil pela Hearts Bleed Blue. A banda começou a fazer poucos trabalhos devido ao fato do baixista Melvin Ribeiro se mudar para Austrália e o baterista Pedro Roberto se mudar para os Estados Unidos. No dia 12 de maio de 2016, eles se reuniram no bar Saloon, no Rio de Janeiro, juntamente com a banda Gramofocas.

### Fórmula Mágica eRock 'n' Roll High Skull(2017)
Para comemorar os 20 anos da banda, no dia 15 de Setembro de 2017, o Carbona lançou um extended play chamado Fórmula Mágica, projeto que também celebra a estreia do selo Morcego Records, capitaneado pelo vocalista e guitarrista da banda, Henrique Badke. No dia 01 de Setembro, a faixa título do trabalho foi disponibilizada nas plataformas digitais. “O Fórmula Mágica condensa justamente tudo aquilo que o Carbona fez ao longo de nossos 20 anos. Combinando músicas compostas a partir dos “ensinamentos obtidos” como alunos aplicados da Rock n’ Roll High School e da influência direta das Lookout Bands, com outras canções rápidas influenciadas pelo hardcore anos 1990, temos neste disco um pouco de tudo que gravamos e da energia e alegria que nos trouxeram até aqui” diz Henrique sobre o EP.
No mesmo ano foi lançado dois álbuns de compilação Rock 'n' Roll High Skull, sendo um projeto idealizado e produzido pelo baixista Melvin Ribeiro, para também comemorar os 20 anos.

### Vingue no Ringue e Minha Cabeça (2018-2020)
No dia 8 de setembro de 2018, eles se apresentaram na edição de 2018 do Oxigênio Festival, ao lado de bandas como Dead Fish, Garotos Podres, Os Thompsons, Menores Atos, entre outros.
No dia 26 de abril de 2019, a banda lançou seu décimo álbum chamado Vingue no Ringue pela Morcego Records. O disco foi gravado no Hill Valley Studios em Porto Alegre e produzido por Davi Pacote. Lupa Charleaux do Blog 'n' Roll comentou que "Diretas, as faixas trazem alguns assuntos que já fazem parte do universo do Carbona: a ficção científica como metáfora para a vida adulta, a vida complicada na cidade grande, romances e “causos” roqueiros". A música "Minha Cabeça” do álbum foi lançada como single em 2020.

## Legado
Sendo considerada uma das bandas mais importantes da cena bubblegum rock e underground brasileira, ela influenciou muitas outras bandas independentes que surgiram quando a banda já havia lançado muitos trabalhos. Um projeto para fazer uma homenagem para o Carbona chamado "No Ritmo do Bubblegum – Um tributo ao Carbona" foi lançado no dia 16 de Agosto de 2018 pelo selo independente Shitface Records com o apoio da página do Facebook Brazilian Bubblegum. O álbum contou com covers de 20 bandas e artistas de 11 estados brasileiros com a permissão da banda, o que só reforçou a relevância e comprometimento do Carbona com o cenário independente.

## Membros
- Henrique Badke - Vocal, guitarra (1997-presente)
- Melvin Ribeiro - Baixo, backing vocals (1997-presente)
- Pedro Roberto - Bateria (1997-presente)
- Bjorn Hovland - Guitarra, backing vocals (2008-presente)

## Turnês
- Go Carbona Go!! Tour (1998)
- Chicletour I (2003)
- Chicletour II (2005)
- Vans Zona Punk Tour 2007 (2007)
- Fujitour (2010)

## Discografia
Ver artigo principal: Discografia de Carbona
- Go Carbona Go!!! (1998)
- Back to Basics (1999)
- Straight Out of The Bailey Show (2000)
- A Mighty Panorama of Earth Shaking Rock And Roll (2002)
- Taito Não Engole Fichas (2003)
- Cosmicômica (2005)
- Apuros em Cingapura (2006)
- Dr Fujita Contra a Abominável Mulher Tornado (2010)
- Panama (2013)
- Vingue no Ringue (2019)

## Clipes
- Fliperama (2004)
- Eu, você e seu Husky Siberiano (2006)
- Lunático (2006)
- O Mundo era bem mais legal (2012)

## Splits
- Popsters & Carbona - An Exciting Punkrock Bowling Competition (2005)
- Carbona & Flanders 72 & Magaivers & Firstations - Quasplit (2009)